# Велика жупа Ліка-Гацька
Велика жупа Ліка-Гацька (хорв. Velika župa Lika-Gacka) — адміністративно-територіальна одиниця Незалежної Держави Хорватії (НДХ), що існувала з 19 квітня 1941 до 8 травня 1945 року на території Хорватії. Спочатку назва була «велика жупа Гацька і Ліка» (хорв. Velika župa Gacka i Lika).
Адміністративним центром був Госпич. Складалася із районів, які називалися «котари» або «котарські області» (хорв. kotarske oblasti) і збігалися в назві з їхніми адміністративними центрами:
- Бринє (до 20 грудня 1941)
- Госпич
- Грачаць
- Корениця
- Оточаць
- Перушич
- Удбина

Крім того, в окрему адміністративну одиницю було виділено місто Госпич.
Цивільною адміністрацією у великій жупі керував великий жупан (на зразок префекта), якого призначав поглавник (вождь) Анте Павелич.
Спочатку у цій великій жупі був і район Сень, який згадується у списку районів, саме коли на посаду великого жупана постановою від 19 квітня 1941 року було призначено Юрицю Фрковича. Ця постанова передувала Постанові про великі жупи від червня 1941 року. Коли 16 липня 1941 року було засновано велику жупу Винодол-Підгір'я, Сень увійшов до неї.
20 грудня 1941 р. до складу цієї великої жупи ввійшов район Корениця, який до того часу перебував у великій жупі Крбава-Псат, а район Бринє відійшов до великої жупи Винодол-Підгір'я. 1 січня 1942 р. було розформовано район Доній Лапаць із жупи Крбава-Псат, а територію цього району було приєднано до даної великої жупи. 13 грудня 1944 р. до цієї великої жупи було тимчасово приєднано район Паг, який перед тим належав до великої жупи Сидрага-Равні-Котари.
5 липня 1944 р. під час проведеного переустрою великих жуп назва «Гацька і Ліка» змінилася на «Ліка-Гацька».
20 травня 1944 року у прибережній зоні було оголошено надзвичайний стан, який поширився і на всю здебільшого материкову велику жупу. Цивільну владу замінила військова. Питання цивільного управління перейшли до командувача військ берегової ділянки річки Ліка. 28 березня 1945 з питань цивільного управління при командувачі було призначено спеціального керівника цивільної адміністрації.